# 西德达普尔
西德达普尔（Siddapur），是印度卡纳塔克邦Uttara Kannada县的一个城镇。总人口14049（2001年）。

## 人口
该地2001年总人口14049人，其中男性7130人，女性6919人；0—6岁人口1586人，其中男845人，女741人；识字率77.40%，其中男性为82.16%，女性为72.50%。